# Syzygium imperiale
Syzygium imperiale är en myrtenväxtart som beskrevs av Peter Shaw Ashton. Syzygium imperiale ingår i släktet Syzygium och familjen myrtenväxter. Inga underarter finns listade i Catalogue of Life.